# Atletica leggera ai Giochi della III Olimpiade - 200 metri piani
La gara dei 200 metri piani dei Giochi della III Olimpiade si tenne il 31 agosto 1904 al Francis Field della Washington University di Saint Louis.
La pista, innovativa per quei tempi, è stata progettata con rettilinei di 220 iarde. La gara si corre interamente in rettilineo. I tempi non sono quindi confrontabili con quelli delle edizioni precedenti.

## Risultati

### Batterie
Si disputarono 2 batterie, i primi due classificati furono ammessi in finale.
1 Batteria
| Pos. | Atleta        | Nazione     | Tempo |
| ---- | ------------- | ----------- | ----- |
| 1    | Archie Hahn   | Stati Uniti | 22"2  |
| 2    | Nate Cartmell | Stati Uniti | n/d   |

2 Batteria
| Pos. | Atleta        | Nazione     | Tempo |
| ---- | ------------- | ----------- | ----- |
| 1    | Bill Hogenson | Stati Uniti | 22"8  |
| 2    | Fay Moulton   | Stati Uniti | n/d   |
| 3    | Bobby Kerr    | Canada      | n/d   |

### Finale
In finale si hanno tre false partenze, di cui sono responsabili Cartmell, Hogensen e Moulton. Archie Hahn, il quarto finalista, parte quindi con un vantaggio. In base alla norma dell'epoca, infatti, chi compie una falsa partenza va arretrato di due iarde (1,82 metri). Lo starter, magnanimo, fa arretrare i tre concorrenti di una sola iarda (91,44 cm). 
Archie Hahn fa valere la sua capacità di partire sullo sparo: stacca tutti gli avversari sin dai primi metri. Nella seconda metà della gara rinviene Nate Cartmell, che era partito peggio di tutti. Supera Hogensen e Moulton e finisce a due iarde da Hahn, che taglia per primo il traguardo.
Il tempo del vincitore, 21 e 3/5, viene ufficialmente riconosciuto come primato olimpico e come tale rimarrà imbattuto fino al 1932 (Giochi di Los Angeles, Eddie Tolan, 21”2).
| Pos.    | Atleta        | Nazione     | Età | Tempo |
| ------- | ------------- | ----------- | --- | ----- |
| Oro     | Archie Hahn   | Stati Uniti | 24  | 21"6  |
| Argento | Nate Cartmell | Stati Uniti | 21  | 21"9  |
| Bronzo  | Bill Hogenson | Stati Uniti | 20  | n/d   |
| 4       | Fay Moulton   | Stati Uniti | 28  | n/d   |